# قبرستان سلیمان داراب
قبرستان سلیمان داراب،قبرستانی واقع در محله سلیمان داراب رشت است که افراد مشهوری همچون میرزا کوچک خان جنگلی،شیون فومنی،محمود بهزاد،عباسعلی کیوان قزوینی و ... در آن به خاک سپرده شده اند.
این قبرستان به دلیل وجود آرامگاه میرزاکوچک خان جنگلی به قبرستان میرزا کوچک هم شهرت دارد.در کنار این قبرستان،مسجدی به نام مسجد میرزاکوچک قرار گرفته است.